# Angoulins

Angoulins este o comună în departamentul Charente-Maritime, Franța. În 1 ianuarie 2022 avea o populație de 4.147 de locuitori.